# Plectrohyla cyanomma
La rana arbórea de ojos azules (Plectrohyla cyanomma) es una especie de anfibio de la familia Hylidae endémica de México 1.

## Clasificación y descripción de la especie
Es un anuro de la familia Hylidae del orden Anura. Es de talla grande y cuerpo robusto. Los machos alcanzan una longitud de 56mm, mientras que las hembras de 65mm. La cabeza es corta y redonda en vista dorsal. La piel es gruesa. Las extremidades anteriores y posteriores son robustas, los dígitos son grandes y robustos. El dorso es verde olivo con algunas machas muy pequeñas amarillentas. Los ojos son de color azul claro 2.

## Distribución de la especie
Endémica de México, se encuentra solo al norte de Oaxaca en la vertiente norte de Cerro Pelón en la Sierra Juárez 3.

## Ambiente terrestre
Vive entre los 2,640 a los 2,670 m s. n. m. en bosque mesófilo de montaña 3. Sus hábitats naturales son los montanos secos y los ríos 1.

## Estado de conservación
Se considera como Amenazada (Norma Oficial Mexicana 059) y en peligro crítico en la lista roja de la UICN por la destrucción de su hábitat natural 1.